# Eutych

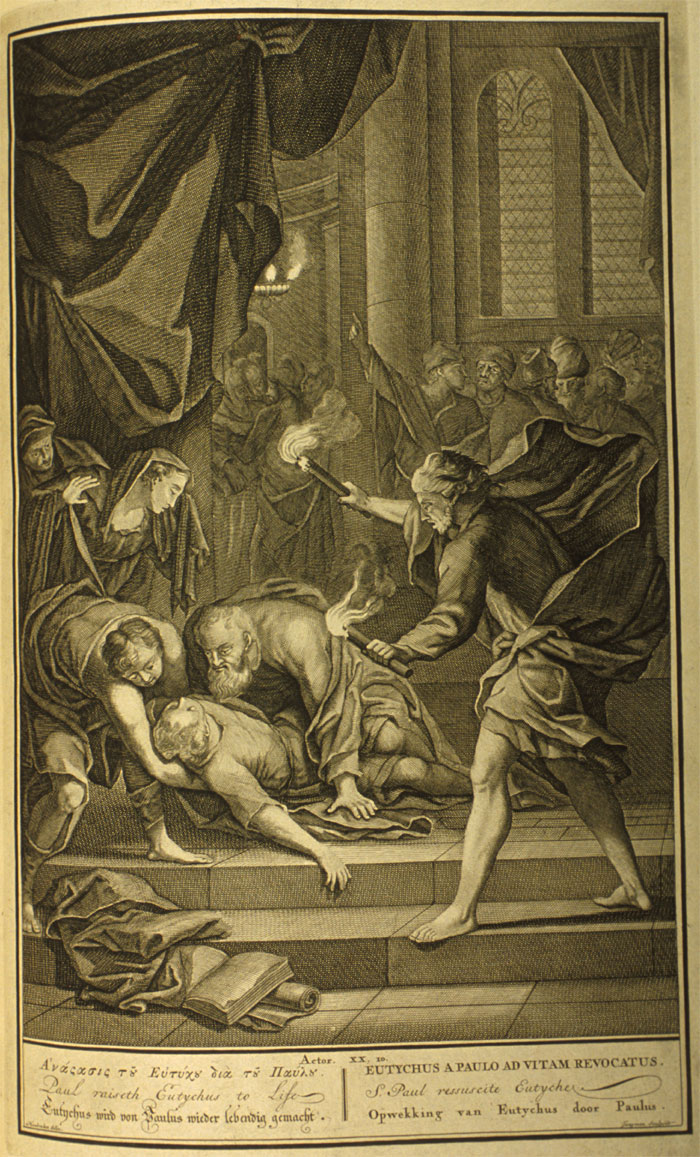
Wskrzeszenie Eutycha

Eutych (gr. Εὐτυχής „Szczęśliwy” od εὐ „dobrze” i τῠ́χη „los”) – postać biblijna z Nowego Testamentu.
Młodzieniec, który udał się do Troady, aby wysłuchać Pawła. Było późno i Eutych zasnął tak głęboko, że wypadł z okna na trzecim piętrze i poniósł śmierć. Paweł przywrócił go do życia.
Pojawia się w Dziejach Apostolskich 20,7-13